# Shi Jingnan
Shi Jingnan (cinese: 石竟男; Heilongjiang, 7 aprile 1994) è un pattinatore di short track cinese.

## Palmarès

### Olimpiadi
- 1 medaglia:
  - 1 bronzo (5000 m staffetta a Soči 2014).

### Campionati mondiali
- 1 medaglia:
  - 1 argento (3000 m a Montreal 2014).